# Bottesford (Lincolnshire)
Pour les articles homonymes, voir Bottesford (homonymie).
Bottesford est une ville et une paroisse civile du Lincolnshire, en Angleterre.